# Херунефер
Херунефер (др.-егип. hrw-nfr, «(этот) день справедливый») — древнеегипетский вельможа XVII либо XVI династии. Предположительно сын Ментухотепа VI (либо Ментухотепа V) и царицы Ситмут.
В Британском музее имеется деревянный саркофаг с надписью:

Благородный по рождению, царского рода, старший сын царя, военачальник Херунефер, чей голос правдив, рождённый царём Ментухотепом, чей голос правдив, и рождённый старшей царицей Ситмут.

Гробница украшена отрывками из ранней версии Книги мёртвых.